# 와다 도모키
와다 도모키(일본어: 和田 倫季, 1994년 10월 30일 ~ )는 일본의 축구 선수로, 포지션은 공격형 미드필더이다. K리그 챌린지 2017 시즌 서울 이랜드 FC에서 활약한 바 있으며, K리그 등록명은 인천 유나이티드와 광주 FC 소속 당시에는 와다였으나, 서울 이랜드에 입단하면서 토모키로 바꾸었다. 2017시즌에는 친 형인 와다 아쓰키와 서울 이랜드에서 함께 뛰었다.

## K리그
2015년 빗셀 고베에서 인천 유나이티드로 임대 이적한 와다는 부산 아이파크전을 통해 K리그 데뷔전을 치루었으며, 연이어 대전 시티즌과의 경기에서도 교체 출전해 K리그 데뷔 골까지 신고하며, 인천의 2015 시즌 마지막 골을 넣은 선수가 되었다.
2015 시즌을 끝으로 소속팀인 빗셀 고베와 재계약이 결렬되어 팀을 떠났다. 2016년 광주 FC로 이적하였으며, 구단 최초 아시아 국적 외국인 선수가 되었다.
2017년 7월 자신의 형인 와다 아쓰키의 소속팀인 서울 이랜드로 이적하였다. 7월 30일 안산 그리너스 FC와의 홈경기에서 선발출장하며, 클럽에서의 데뷔 무대를 가졌다.
K리그 챌린지 2017 시즌 종료 이후, 계약 만료로 팀을 떠났다.
K리그를 떠난 이후, 와다 도모키는 5부 리그에 해당하는 일본 지역 리그 소속의 레이전드 시가 FC에서 뛰었다.
2019년 선수 본인의 인스타그램을 통해 오스트레일리아 6부 리그에 해당하는 일라와라 프리미어리그의 코리말 레인저스 FC에서 뛰고 있음이 알려졌다.

## 같이 보기
- 와다 아쓰키